# Upper River Region
Die Upper River Region (vormals: Upper River Division) ist eine von sechs Verwaltungseinheiten des westafrikanischen Staates Gambia. Die Region entspricht der Local Government Area Basse.

## Geographie
Die 2070 km² große Region, mit dem Sitz der Verwaltungseinheit in Basse Santa Su im Distrikt Fulladu East (11.859 Einwohner), ist weiter unterteilt in vier Distrikte. Mit 202.153 Einwohnern (Berechnung 2013) ist es die östlichste Region und grenzt nur an die Central River Region.

### Distrikte
Die vier Distrikte sind: Fulladu East, Kantora, Wuli, und Sandu.

### Ortschaften
Die zehn größten Orte sind:
- Basse Santa Su, 11.859
- Sabi, 9987
- Gambissara, 9859
- Garowol, 8272
- Allunhari, 5784
- Demba Kunda, 5156
- Kularr, 4314
- Diabugu, 4196
- Koina, 4089
- Numuyel, 3994

## Bevölkerung
Nach einer Erhebung von 1993 (damalige Volkszählung) stellt die größte Bevölkerungsgruppe die der Mandinka mit einem Anteil von rund drei Zehnteln, gefolgt von den Fula und den Wolof. Die Verteilung im Detail: 33,4 % Mandinka, 23,9 % Fula, 0,3 % Wolof, 0,2 % Jola, 40,5 % Serahule, 0,2 % Serer, 0 % Aku, 0,1 % Manjago, 0,7 % Bambara und 0,6 % andere Ethnien.

## Geschichte
Ende 2007 wurde im Rahmen einer Verwaltungsreform aus der ehemaligen Upper River Division die Upper River Region.
| \| Jahr \| Einwohnerzahl \| Bemerkung \| \| ---- \| ------------- \| ------------ \| \| 1963 \| 58.049 \| Volkszählung \| \| 1973 \| 86.167 \| Volkszählung \| \| 1983 \| 111.388 \| Volkszählung \| \| 1993 \| 155.059 \| Volkszählung \| \| 2003 \| 183.033 \| Volkszählung \| \| 2005 \| 187.972 \| Berechnung \| \| 2006 \| 190.353 \| Berechnung \| \| 2007 \| 192.663 \| Berechnung \| \| 2008 \| 194.716 \| Berechnung \| \| 2009 \| 196.786 \| Berechnung \| \| 2010 \| 198.773 \| Berechnung \| \| 2012 \| 202.546 \| Berechnung \| \| 2013 \| 202.153 \| Berechnung \| |               |              |
| Jahr | Einwohnerzahl | Bemerkung    |
| 1963 | 58.049        | Volkszählung |
| 1973 | 86.167        | Volkszählung |
| 1983 | 111.388       | Volkszählung |
| 1993 | 155.059       | Volkszählung |
| 2003 | 183.033       | Volkszählung |
| 2005 | 187.972       | Berechnung   |
| 2006 | 190.353       | Berechnung   |
| 2007 | 192.663       | Berechnung   |
| 2008 | 194.716       | Berechnung   |
| 2009 | 196.786       | Berechnung   |
| 2010 | 198.773       | Berechnung   |
| 2012 | 202.546       | Berechnung   |
| 2013 | 202.153       | Berechnung   |

## Politik
Der Verwaltungseinheit steht ein Gouverneur vor, seit September 2013 ist Kanimang Sanneh Amtsinhaber dieser Position.